# Trực Chính
Trực Chính là một xã thuộc huyện Trực Ninh, tỉnh Nam Định, Việt Nam.
Xã Trực Chính có diện tích 5,71 km², dân số năm 1999 là 6058 người, mật độ dân số đạt 1061 người/km².